# Oreovica (gmina Žabari)
Oreovica (cyr. Ореовица) – wieś w Serbii, w okręgu braniczewskim, w gminie Žabari. W 2011 roku liczyła 789 mieszkańców.